# Yasser Ibrahim
Yasser Ibrahim Ahmed El Hanafi (in arabo ياسر إبراهيم أحمد الحنفي‎?; Mansura, 10 febbraio 1993) è un calciatore egiziano, difensore dell'Al-Ahly e della nazionale egiziana.

## Caratteristiche tecniche
Agisce da difensore centrale.

## Carriera

### Club
Il 7 gennaio 2019 firma un accordo valido fino al 2023 con l'Al-Ahly. Nel 2020 conquista uno storico treble, vincendo il campionato, la coppa nazionale e la CAF Champions League.

### Nazionale
Il 6 marzo 2013 viene convocato per la Coppa d'Africa Under-20 manifestazione vinta dagli egiziani, che ottengono quindi l'accesso ai Mondiali Under-20, disputati nel mese di giugno in Turchia.
Esordisce in nazionale il 25 marzo 2022 contro il Senegal, incontro di qualificazione ai Mondiali di calcio in Qatar, subentrando al 39' al posto di Mohamed Abdel Monem.
Il 30 dicembre 2023 viene incluso dal CT Rui Vitória nella rosa dei 27 convocati per la fase finale della Coppa d'Africa 2023, disputata in Costa d'Avorio. L'Egitto verrà eliminato agli ottavi di finale dalla RD del Congo ai calci di rigore.

## Statistiche

### Presenze e reti nei club
Statistiche aggiornate al 20 giugno 2025.
| Stagione        | Squadra         | Campionato      | Campionato | Campionato | Coppe nazionali | Coppe nazionali | Coppe nazionali | Coppe continentali | Coppe continentali | Coppe continentali | Altre coppe  | Altre coppe | Altre coppe | Totale | Totale |
| Stagione        | Squadra         | Comp            | Pres       | Reti       | Comp            | Pres            | Reti            | Comp               | Pres               | Reti               | Comp         | Pres        | Reti        | Pres   | Reti   |
| --------------- | --------------- | --------------- | ---------- | ---------- | --------------- | --------------- | --------------- | ------------------ | ------------------ | ------------------ | ------------ | ----------- | ----------- | ------ | ------ |
| 2013-2014       | Zamalek         | PL              | 10         | 1          | CE              | 1               | 0               | CCL                | 10                 | 0                  | -            | -           | -           | 21     | 1      |
| 2014-gen. 2015  | Zamalek         | PL              | 0          | 0          | CE              | 0               | 0               | CC                 | 0                  | 0                  | SE           | 0           | 0           | 0      | 0      |
| Totale Zamalek  | Totale Zamalek  | Totale Zamalek  | 10         | 1          |                 | 1               | 0               |                    | 10                 | 0                  |              | 0           | 0           | 21     | 1      |
| gen.-giu. 2015  | Smouha          | PL              | 18         | 0          | CE              | 1               | 0               | CCL                | 11                 | 0                  | -            | -           | -           | 30     | 0      |
| 2015-2016       | Smouha          | PL              | 17         | 0          | CE              | 2               | 0               | -                  | -                  | -                  | -            | -           | -           | 19     | 0      |
| 2016-2017       | Smouha          | PL              | 18         | 0          | CE              | 3               | 0               | CC                 | 10                 | 0                  | -            | -           | -           | 31     | 0      |
| 2017-2018       | Smouha          | PL              | 30         | 1          | CE              | 4               | 1               | -                  | -                  | -                  | -            | -           | -           | 34     | 2      |
| 2018-gen. 2019  | Smouha          | PL              | 15         | 0          | CE              | 1               | 0               | -                  | -                  | -                  | -            | -           | -           | 16     | 0      |
| Totale Smouha   | Totale Smouha   | Totale Smouha   | 98         | 1          |                 | 11              | 1               |                    | 21                 | 0                  |              | -           | -           | 130    | 2      |
| gen.-giu. 2019  | Al-Ahly         | PL              | 13         | 0          | CE              | 0               | 0               | CCL                | 5                  | 0                  | SE           | 1           | 0           | 19     | 0      |
| 2019-2020       | Al-Ahly         | PL              | 14         | 1          | CE              | 4               | 0               | CCL                | 8                  | 1                  | SE           | 1           | 0           | 27     | 2      |
| 2020-2021       | Al-Ahly         | PL              | 18         | 1          | CE              | 3               | 0               | CCL                | 10                 | 2                  | SE+SA+Cmc    | 1+1+2       | 0           | 35     | 3      |
| 2021-2022       | Al-Ahly         | PL              | 17         | 0          | CE+CdL          | 2+1             | 0               | CCL                | 11                 | 0                  | SE+SA+Cmc    | 0+1+3       | 0+0+2       | 35     | 2      |
| 2022-2023       | Al-Ahly         | PL              | 21         | 1          | CE+CdL          | 2+0             | 0               | CCL                | 9                  | 0                  | SE+Cmc       | 0+1         | 0           | 33     | 1      |
| 2023-2024       | Al-Ahly         | PL              | 13         | 1          | CE              | 1               | 0               | AFL+CCL            | 1+7                | 0                  | SE+SA+Cmc    | 1+1+3       | 0+0+1       | 27     | 2      |
| 2024-2025       | Al-Ahly         | PL              | 7+6        | 0          | CE+CdL          | 0+1             | 0               | CCL                | 8                  | 0                  | SE+SA+CI+Cmc | 2+1+2+2     | 0           | 29     | 0      |
| Totale Al-Ahly  | Totale Al-Ahly  | Totale Al-Ahly  | 109        | 4          |                 | 14              | 0               |                    | 59                 | 3                  |              | 23          | 3           | 205    | 10     |
| Totale carriera | Totale carriera | Totale carriera | 217        | 6          |                 | 26              | 1               |                    | 90                 | 3                  |              | 23          | 3           | 357    | 13     |

### Cronologia presenze e reti in nazionale
| Cronologia completa delle presenze e delle reti in nazionale ― Egitto | Cronologia completa delle presenze e delle reti in nazionale ― Egitto | Cronologia completa delle presenze e delle reti in nazionale ― Egitto | Cronologia completa delle presenze e delle reti in nazionale ― Egitto | Cronologia completa delle presenze e delle reti in nazionale ― Egitto | Cronologia completa delle presenze e delle reti in nazionale ― Egitto | Cronologia completa delle presenze e delle reti in nazionale ― Egitto | Cronologia completa delle presenze e delle reti in nazionale ― Egitto |
| Data                                                                  | Città                                                                 | In casa                                                               | Risultato                                                             | Ospiti                                                                | Competizione                                                          | Reti                                                                  | Note                                                                  |
| --------------------------------------------------------------------- | --------------------------------------------------------------------- | --------------------------------------------------------------------- | --------------------------------------------------------------------- | --------------------------------------------------------------------- | --------------------------------------------------------------------- | --------------------------------------------------------------------- | --------------------------------------------------------------------- |
| 25-3-2022                                                             | Il Cairo                                                              | Egitto                                                                | 1 – 0                                                                 | Senegal                                                               | Qual. Mondiali 2022                                                   | -                                                                     | 39’                                                                   |
| 29-3-2022                                                             | Dakar                                                                 | Senegal                                                               | 1 – 0 dts (3 – 1 dtr)                                                 | Egitto                                                                | Qual. Mondiali 2022                                                   | -                                                                     |                                                                       |
| 5-6-2022                                                              | Il Cairo                                                              | Egitto                                                                | 1 – 0                                                                 | Guinea                                                                | Qual. Coppa d'Africa 2023                                             | -                                                                     |                                                                       |
| 14-6-2022                                                             | Seul                                                                  | Corea del Sud                                                         | 4 – 1                                                                 | Egitto                                                                | Amichevole                                                            | -                                                                     |                                                                       |
| 18-6-2023                                                             | Il Cairo                                                              | Egitto                                                                | 3 – 0                                                                 | Sudan del Sud                                                         | Amichevole                                                            | -                                                                     | 77’                                                                   |
| 16-10-2023                                                            | al-ʿAyn                                                               | Egitto                                                                | 1 – 1                                                                 | Algeria                                                               | Amichevole                                                            | -                                                                     | 68’                                                                   |
| Totale                                                                |                                                                       | Presenze                                                              | 6                                                                     |                                                                       | Reti                                                                  | 0                                                                     |                                                                       |

## Palmarès

### Club

#### Competizioni nazionali
- Campionato egiziano: 5

Al-Ahly: 2018-2019, 2019-2020, 2022-2023, 2023-2024, 2024-2025
- Coppa d'Egitto: 4

Zamalek: 2013-2014
Al-Ahly: 2019-2020, 2021-2022, 2022-2023
- Supercoppa d'Egitto: 5

Al-Ahly: 2018, 2021, 2022, 2023, 2024

#### Competizioni internazionali
- CAF Champions League: 4

Al-Ahly: 2019-2020, 2020-2021, 2022-2023, 2023-2024
- Supercoppa CAF: 2

Al-Ahly: 2020, 2021
- Coppa Intercontinentale FIFA - Coppa Africa-Asia-Pacifico: 1

Al-Ahy: 2024

### Nazionale
- Coppa delle Nazioni Africane Under-20: 1

Algeria 2013

### Individuale
- Capocannoniere della Coppa del mondo per club FIFA: 1

2021 (2 gol, a pari merito con Diaby, Lukaku e Veiga)